# Ars-sur-Formans
Ars-sur-Formans è un comune francese di 1 347 abitanti situato nel dipartimento dell'Ain della regione dell'Alvernia-Rodano-Alpi.

## Storia

### Simboli
Lo stemma del comune riprende il blasone della famiglia d'Ars, nobili di antica cavalleria.

## Società

### Evoluzione demografica
Abitanti censiti

## Monumenti e luoghi d'interesse

### Basilica di Santa Filomena
La basilica d'Ars, costruita alla fine del XIX secolo in estensione dell'antica chiesa, accoglie le reliquie del Santo Curato Giovanni Maria Vianney, patrono di tutti i sacerdoti. Elevata al rango di basilica minore alla fine del XIX secolo, è oggi un luogo di pellegrinaggio che accoglie 450 000 persone all'anno. L'accoglienza del santuario, l'assistenza spirituale e l'alloggiamento dei pellegrini sono oggi assicurati dalla congregazione delle Benedettine del Sacro Cuore di Montmartre.

## Cultura

### Musei
- Museo della storia del Santo Curato d'Ars, qui viene fatta rivivere secondo le abitudini dell'epoca, attraverso 17 scene e 35 personaggi di cera, la storia e i fatti più salienti della vita del santo.[3]